# Angela Fong
Angela Carolyn Fong (Vancouver, 3 januari 1987) is een Amerikaans model, professioneel worstelaarster en valet die vooral bekend is van haar tijd bij World Wrestling Entertainment als Savannah, van 2008 tot 2010.
In 2008 ondertekende Fong een contract met de WWE en werd naar Florida Championship Wrestling gestuurd om te trainen. Van december 2009 tot februari 2010 werd ze tijdelijk naar ECW gestuurd als ringomproepster. Al snel liep haar contract met de WWE af.

## In worstelen
- Finishers
  - Hurricanrana pin
  - Sake Bomb

- Signature moves
  - Crucifix pin
  - Diving crossbody
  - Diving hurricanrana
  - Enzuigiri
  - Hurricanrana
  - Matrix evasion
  - Modified back slide
  - Meerdere arm drags
  - Oklahoma roll
  - Roundhouse kick

- Worstelaars gemanaged
  - Eddie Colón
  - Eric Perez

## Prestaties
- Florida Championship Wrestling
  - Queen of FCW (1 keer)